# Schleißheim
Schleißheim osztrák község Felső-Ausztria Welsvidéki járásában. 2021 januárjában 1422 lakosa volt. 

## Elhelyezkedése

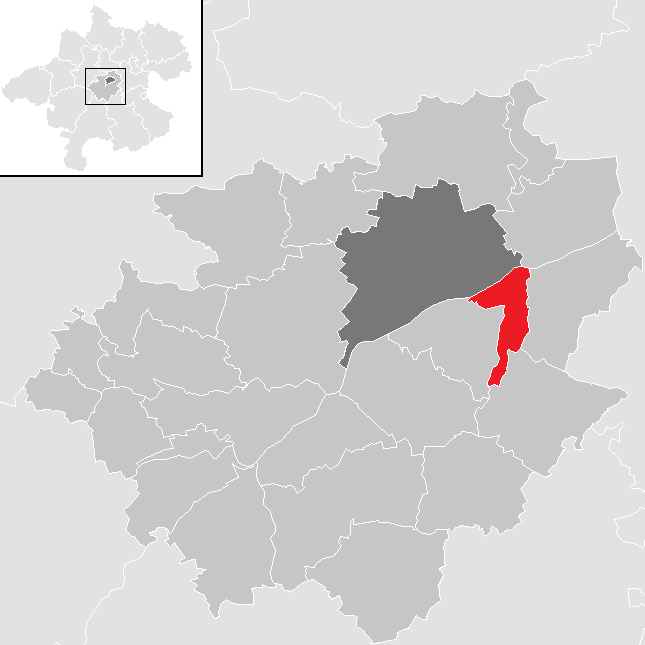
Schleißheim a Welsvidéki járásban

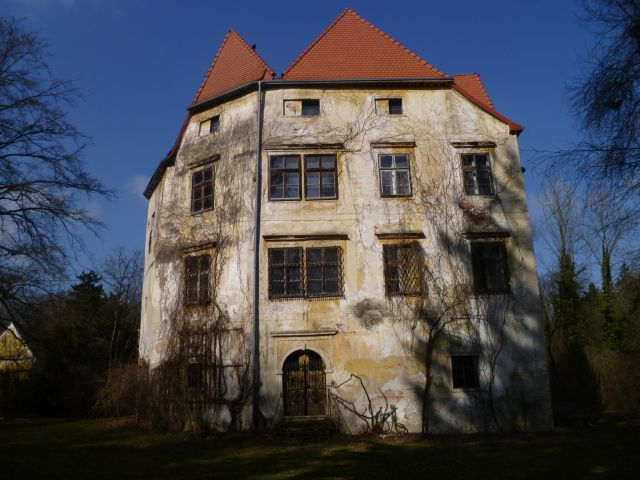
A dietachi kastély

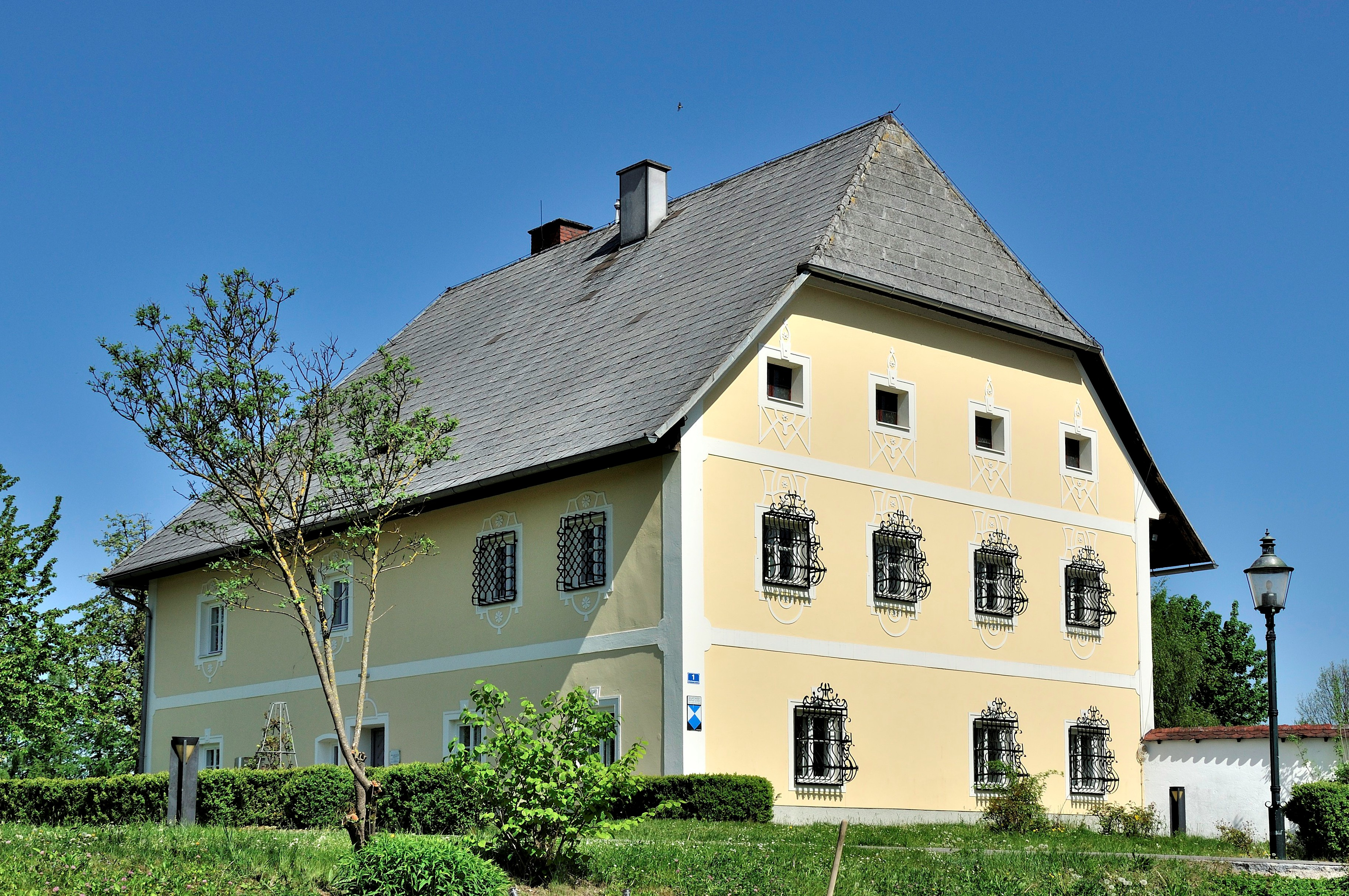
Az 1591-ben épült katolikus plébánia

Schleißheim a tartomány Hausruckviertel régiójában fekszik a Traun folyó jobb partján. Területének 19%-a erdő, 66% áll mezőgazdasági művelés alatt. Az önkormányzat 3 települést és településrészt egyesít: Blindenmarkt (134 lakos 2020-ban), Dietach (284) és Schleißheim (1011). 
A környező önkormányzatok: északkeletre Marchtrenk, keletre Weißkirchen an der Traun, délnyugatra Thalheim bei Wels, északnyugatra Wels.

## Története
A régió eredetileg a Bajor Hercegség keleti határvidékéhez tartozott; a 12. században került Ausztriához. Az Osztrák Hercegség 1490-es felosztásakor az Ennsentúli Ausztriához került. 
A falut a napóleoni háborúk alatt a franciák többször megszállták. 
Miután a Német Birodalom 1938-ban annektálta Ausztriát, Schleißheimet az Oberdonaui reichsgauba sorolták be. A második világháború után visszakerült Felső-Ausztriához.

## Lakosság
A schleißheimi önkormányzat területén 2020 januárjában 1429 fő élt. A lakosságszám 1961 óta dinamikusan gyarapszik, közel háromszorosára duzzadt. 2018-ban az ittlakók 92,9%-a volt osztrák állampolgár; a külföldiek közül 2,2% a régi (2004 előtti), 3,1% az új EU-tagállamokból érkezett. 2001-ben a lakosok 85,3%-a római katolikusnak, 6,7% evangélikusnak, 1% ortodoxnak, 6,9% pedig felekezeten kívülinek vallotta magát. Ugyanekkor 5 magyar élt a községben; a legnagyobb nemzetiségi csoportot a németeken (94,6%) kívül a horvátok alkották 3,3%-kal. 
A népesség változása:

| 2016 | 1 312 |
| 2018 | 1 389 |

## Látnivalók
- a Szt. Gál-plébániatemplom
- a dietachi kastély
- az 1591-ben épült katolikus plébánia

## Fordítás
- Ez a szócikk részben vagy egészben  a   Schleißheim című német Wikipédia-szócikk ezen változatának fordításán alapul.  Az eredeti cikk szerkesztőit annak laptörténete sorolja fel. Ez a jelzés csupán a megfogalmazás eredetét és a szerzői jogokat jelzi, nem szolgál a cikkben szereplő információk forrásmegjelöléseként.